# 利伯蒂鎮區 (明尼蘇達州艾塔斯卡縣)
利伯蒂鎮區（英語：Liberty Township）是位於美國明尼蘇達州艾塔斯卡縣的一個未組織地區。2014年11月經鎮區內的市民公投通過撤消其鎮區地位，翌年10月被艾塔斯卡縣政府正式降格為未組織地區。

## 地方資料
利伯蒂鎮區的面積為187.58平方千米，當中陸地面積為183.58平方千米，而水域面積為3.99平方千米。根據2020年美國人口普查的數據，當地共有人口64人，而人口密度為每平方千米0.34人。